# Zancleopsis dichotoma
Zancleopsis dichotoma är en nässeldjursart som först beskrevs av Mayer 1900.  Zancleopsis dichotoma ingår i släktet Zancleopsis och familjen Zancleopsidae. Inga underarter finns listade i Catalogue of Life.